# Алтидор, Джози
Джо́змер Во́лми «Джо́зи» А́лтидор (англ. Josmer Volmy "Jozy" Altidore; род. 6 ноября 1989, Ливингстон, Нью-Джерси, США) — американский футболист, нападающий. Выступал за сборную США.
Дебютировал на профессиональном уровне в 2006 году, в возрасте 16 лет, в составе «Нью-Йорк Ред Буллз». В середине своего третьего сезона в «Нью-Йорке», в 2008 году, он перешёл в «Вильярреал» за 10 миллионов долларов. За время, проведённое в «Вильярреале», он трижды уходил в аренду — в испанский клуб «Херес» в феврале 2009 года, в клуб английской Премьер-лиги «Халл Сити» на весь сезон 2009/10 и в турецкий клуб «Бурсаспор», куда он уходил на полгода. Летом 2011 года он перешёл в голландский клуб АЗ. 3 марта 2013 года Алтидор превзошёл Клинта Демпси по количеству голов, забитых американцем в европейском клубном сезоне, забив свой 24-й гол в сезоне 2012/13. Во время летнего трансферного окна 2013 года «Сандерленд» подписал Алтидора. Он провёл в команде полтора сезона, не забивая голов, а затем вернулся в MLS в команду «Торонто».
Представлял США на международных соревнованиях различного уровня, выступая за сборную США до 17 лет на чемпионате мира 2005 года, сборную до 20 лет на чемпионате мира 2007 года и сборную до 23 лет на Олимпийских играх 2008 года в Пекине. Он дебютировал за основную сборную в 2007 году и сыграл более 110 матчей, представляя её на Кубке конфедераций ФИФА 2009 года, Золотых кубках КОНКАКАФ 2011, 2015, 2017 и 2019 годов, а также на чемпионатах мира 2010 и 2014 годов.

## Клубная карьера
На Супердрафте MLS 2006 Джози Алтидор был выбран клубом «Метростарз» во втором раунде под общим 17-м номером. Большую часть сезона 2006 Алтидор провёл вне команды, так как получал образование в старшей школе в штате Флорида. На профессиональном уровне Алтидор дебютировал 23 августа 2006 года, выйдя на замену в матче Открытого кубка США против «Ди Си Юнайтед», который завершился поражением «Ред Буллз» со счётом 1:0. Свой гол за «Ред Буллз» Джози забил в возрасте 16 лет, на 83-й минуте матча против «Коламбус Крю», 16 сентября 2006 года. Ровно неделю спустя, 23 сентября 2006 года, забил ещё раз.
Забив три мяча в семи матчах, в том числе важнейший гол в ворота «Чикаго Файр» 30 сентября 2006 года, Алтидор стал любимцем фанов «Ред Буллз». Джози забил единственный гол в матче против «Ди Си Юнайтед» в полуфинале Восточной конференции 29 октября 2006 года, и стал самым молодым игроком, когда-либо забивавшим в плей-офф MLS, на тот момент ему было 16 лет и 337 дня. Забил два гола в ворота «Лос-Анджелес Гэлакси» 18 августа 2007 года.
4 июня 2008 года Джози перешёл в испанский клуб «Вильярреал», сумма трансфера составила 10 млн долларов, это была рекордная трансферная сумма, выплаченная за американского футболиста. 14 сентября 2008 года Алтидор дебютировал в чемпионате Испании, выйдя на замену в матче против «Депортиво». 30 января 2009 года Алтидор на правах аренды перешёл в клуб «Херес», который выступал во втором дивизионе Испании, но не сыграл за него ни одного матча.
5 августа 2009 года английский «Халл Сити» взял в аренду нападающего. Однако за клуб он сумел забить всего один гол. Игрок затем снова продолжил играть по арендному соглашению — на этот раз в 2011 году за турецкий «Бурсаспор». Но уже в июле 2011 года подписал полноценный четырёхлетний контракт с нидерландским АЗ. В этом клубе нападающий начал активно забивать, чем привлек внимание многих клубов. В итоге, летом 2013 года американец стал игроком английского «Сандерленда».
16 января 2015 года Алтидор был обменян в «Торонто» на Джермейна Дефо, подписав контракт по правилу назначенного игрока. Свой дебют за «Торонто», 7 марта 2015 года в матче стартового тура сезона против «Ванкувер Уайткэпс», отметил дублем, за что был назван игроком недели в MLS. 9 декабря 2017 года забил гол в Кубке MLS, в котором «Торонто» обыграл «Сиэтл Саундерс» со счётом 2:0, и был назван самым ценным игроком матча. 15 августа 2018 года в ответном матче финала Первенства Канады против «Ванкувер Уайткэпс» оформил хет-трик и помог «Торонто» одержать победу в турнире. 28 февраля 2019 года Алтидор продлил контракт с «Торонто» на три года, до конца сезона 2022.
14 февраля 2022 года «Торонто» выкупил у Алтидора его контракт, после чего он на правах свободного агента подписал контракт с «Нью-Инглэнд Революшн» до конца сезона 2024. За «Революшн» дебютировал 26 февраля 2022 года в матче стартового тура сезона против «Портленд Тимберс», заменив на 79-й минуте Густаво Боу. 12 марта 2022 года в матче против «Реал Солт-Лейк» забил свой первый гол за «Нью-Инглэнд».
29 июля 2022 года Алтидор отправился в шестимесячную аренду в клуб чемпионата Мексики «Пуэбла». В Лиге MX дебютировал 2 августа 2022 года в матче против «Толуки», выйдя на замену в конце второго тайма. 12 августа 2022 года в матче против «Тихуаны» забил свой первый гол в Лиге MX.
15 июня 2023 года «Нью-Инглэнд Революшн» отказался от услуг Алтидора, выкупив его контракт.

## Карьера в сборной
В составе сборной США до 20 лет Алтидор участвовал в молодёжном чемпионате мира 2007.
За первую сборную США Алтидор дебютировал 17 ноября 2007 года в товарищеском матче со сборной ЮАР, выйдя на замену во втором тайме вместо Клинта Демпси. 6 февраля 2008 года в товарищеском матче со сборной Мексики забил свой первый гол за сборную США, замкнув ударом головой навес от Дрю Мура.
В составе сборной США до 23 лет Алтидор принимал участие в футбольном турнире Олимпийских игр 2008.
Алтидор попал в символическую сборную Золотого кубка КОНКАКАФ 2017.
Алтидор был включён в состав сборной США на Золотой кубок КОНКАКАФ 2019. 26 июня 2019 года в третьем матче группового этапа против сборной Панамы забил гол, а сборная США победила со счётом 1:0.

## Личная жизнь
Алтидор и звезда тенниса Слоан Стивенс объявили о своей помолвке в апреле 2019 года. Пара поженилась 1 января 2022 года в отеле St. Regis Bal Harbour в Майами-Бич, штат Флорида.

## Достижения

### Командные
АЗ
- Обладатель Кубка Нидерландов: 2012/13

 Сандерленд
- Финалист Кубка Футбольной лиги: 2013/14

 Торонто
- Обладатель Кубка MLS (чемпион MLS): 2017
- Финалист Кубка MLS: 2016, 2019
- Победитель регулярного чемпионата MLS: 2017
- Победитель Первенства Канады (3): 2016, 2017, 2018
- Финалист Первенства Канады: 2019
- Финалист Лиги чемпионов КОНКАКАФ: 2018

 Сборная США
- Обладатель Золотого кубка КОНКАКАФ: 2017
- Финалист Золотого кубка КОНКАКАФ: 2011, 2019
- Финалист Кубка конфедераций: 2009

### Личные
- Молодой футболист года в США: 2006[45]
- Футболист года в США (2): 2013[46][47], 2016[48]
- Участник Матча всех звёзд MLS (2): 2015, 2017
- Самый ценный игрок Кубка MLS: 2017
- Член символической сборной Золотого кубка КОНКАКАФ: 2017